# كاترين جوليوسدوتير
كاترين جوليوسدوتير (من مواليد 23 نوفمبر 1974 م) هو سياسية أيسلندية. تم انتخابها في برلمان أيسلندا في عام 2003م، وشغلت منصب وزيرة للصناعة من مايو 2009م إلى يناير 2012م. وشغلت منصب وزيرة المالية من عام 2012 إلى عام 2013م.

## روابط خارجية
- Katrín Júlíusdóttir's curriculum vitae on the parliament website